# ハラレ州
ハラレ州（英語: Harare Metropolitan Province）は、ジンバブエ北東部の州。2012年の人口は212万3132人。1997年までに東マショナランド州から分離・設置された。州都は首都のハラレ。

## 下位行政区画
以下の3地区（都市）から成る。
- ハラレ
- チトゥンギザ
- エプワース[3]